# Tupi (South Cotabato)
Tupi (Filipino: Bayan ng Tupi) ist eine philippinische Stadtgemeinde in der Provinz South Cotabato, Verwaltungsregion XII, SOCCSKSARGEN. Sie hat 69.976 Einwohner (Zensus 1. August 2015), die in 15 Barangays lebten. Sie wird als Gemeinde der ersten Einkommensklasse auf den Philippinen und als teilweise urbanisiert eingestuft.  
Tupi liegt im Cotabato Valley, am Fuß des Vulkans Matutum, ca. 27 km südöstlich von Koronadal City entfernt und ist über den Marhalika Highway erreichbar. Ihre Nachbargemeinden sind Tampakan im Norden, Banga im Westen, Polomolok und Malungon im Osten, T'Boli im Süden. 

## Baranggays
| - Acmonan - Bololmala - Bunao - Cebuano - Crossing Rubber - Kablon - Kalkam - Linan | - Lunen - Miasong - Palian - Poblacion - Polonuling - Simbo - Tubeng |

## Weblink
- Informationen der Philippine Statistics Authority über Tupi